# كوربناو
كوربناو هي قرية في مقاطعة سردشت، إيران. عدد سكان هذه القرية هو 362 في سنة 2006.